# Férfi könnyűsúlyú kétpárevezős a 2012. évi nyári olimpiai játékokon
A 2012. évi nyári olimpiai játékokon az evezés férfi könnyűsúlyú kétpár versenyszámát július 29. és augusztus 4. között rendezték Eton Dorney-ben. A versenyt a Rasmus Quist, Mads Rasmussen dán páros nyerte a brit és az új-zélandi egység előtt. A magyar páros (Hirling Zsolt és Varga Tamás) a B-döntőben 5. lett, így összesítésben a 11. helyen zárt.

## Versenynaptár
Az időpontok helyi idő szerint, zárójelben magyar idő szerint olvashatóak.
| Dátum                         | Időpont       | Forduló       |
| ----------------------------- | ------------- | ------------- |
| 2012. július 29., vasárnap    | 11:10 (12:10) | Előfutamok    |
| 2012. július 31., kedd        | 10:30 (11:30) | Reményfutamok |
| 2012. augusztus 1., szerda    | 9:50 (10:50)  | Elődöntők     |
| 2012. augusztus 2., csütörtök | 10:50 (11:50) | Elődöntők     |
| 2012. augusztus 4., szombat   | 9:40 (10:40)  | Döntő         |

## Eredmények
Az idők másodpercben értendők.

### Előfutamok
Négy előfutamot rendeztek, futamonként öt hajóval. Innen az A/B elődöntőbe vagy a reményfutamba lehetett kerülni. Az első két helyen célba érők (színessel kiemeltek) az A/B elődöntőbe kerültek, a többiek a reményfutamba.
| Helyezés | Nemzet                                                | Idő      | Mj       |
| 1. futam | 1. futam                                              | 1. futam | 1. futam |
| -------- | ----------------------------------------------------- | -------- | -------- |
| 1.       | Olaszország (ITA) · Pietro Ruta · Elia Luini          | 6:35,72  | Q        |
| 2.       | Portugália (POR) · Pedro Fraga · Nuno Mendes          | 6:37,91  | Q        |
| 3.       | Kanada (CAN) · Douglas Vandor · Morgan Jarvis         | 6:42,59  |          |
| 4.       | India (IND) · Szandíp Kumár · Manadzsít Szingh        | 6:56,60  |          |
| 5.       | Egyiptom (EGY) · Mohamed Nofel · Omar Emira           | 6:59,57  |          |
| 2. futam |                                                       |          |          |
| 1.       | Nagy-Britannia (GBR) · Zac Purchase · Mark Hunter     | 6:36,29  | Q        |
| 2.       | Új-Zéland (NZL) · Storm Uru · Peter Taylor            | 6:37,02  | Q        |
| 3.       | Ausztrália (AUS) · Roderick Chrisholm · Thomas Gibson | 6:47,33  |          |
| 4.       | Kína (CHN) · Csang Fangbing · Szun Csie               | 6:57,67  |          |
| 5.       | Argentína (ARG) · Mario Cejas · Migel Mayol           | 7:01,76  |          |

| Helyezés | Nemzet                                                              | Idő      | Mj       |
| 3. futam | 3. futam                                                            | 3. futam | 3. futam |
| -------- | ------------------------------------------------------------------- | -------- | -------- |
| 1.       | Dánia (DEN) · Mads Rasmussen · Rasmus Quist                         | 6:33,11  | Q        |
| 2.       | Norvégia (NOR) · Kristoffer Brun · Are Strandli                     | 6:34,00  | Q        |
| 3.       | Kuba (CUB) · Manuel Suarez Barrios · Yunior Perez Aguilera          | 6:36,31  |          |
| 4.       | Magyarország (HUN) · Hirling Zsolt · Varga Tamás                    | 6:39,80  |          |
| 5.       | Görögország (GRE) · Eleftherios Konsolas · Panagiotis Magdanis      | 6:42,13  |          |
| 4. futam |                                                                     |          |          |
| 1.       | Franciaország (FRA) · Stany Delayre · Jérémie Azou                  | 6:40,89  | Q        |
| 2.       | Németország (GER) · Linus Lichtschlag · Lars Hartig                 | 6:49,44  | Q        |
| 3.       | Japán (JPN) · Ura Kazusige · Takeda Daiszaku                        | 6:54,01  |          |
| 4.       | Uruguay (URU) · Rodolfo Collazo Tourn · Emiliano Dumestre Guaraglia | 6:58,63  |          |
| 5.       | Hongkong (HKG) · Leung Csun Sek · Lok Kwan Hoi                      | 6:59,52  |          |

### Reményfutamok
Két reményfutamot rendeztek, a 6-6 hajóból az első 2-2 (színessel jelölt/Q) jutott az A/B elődöntőbe, a többiek a C/D elődöntőbe kerültek.
| Helyezés | Nemzet                                                              | Idő      | Mj       |
| 1. futam | 1. futam                                                            | 1. futam | 1. futam |
| -------- | ------------------------------------------------------------------- | -------- | -------- |
| 1.       | Görögország (GRE) · Eleftherios Konsolas · Panagiotis Magdanis      | 6:31,13  | Q        |
| 2.       | Magyarország (HUN) · Hirling Zsolt · Varga Tamás                    | 6:32,31  | Q        |
| 3.       | Ausztrália (AUS) · Roderick Chrisholm · Thomas Gibson               | 6:34,29  |          |
| 4.       | Kanada (CAN) · Douglas Vandor · Morgan Jarvis                       | 6:36,03  |          |
| 5.       | Uruguay (URU) · Rodolfo Collazo Tourn · Emiliano Dumestre Guaraglia | 6:51,67  |          |
| 6.       | Egyiptom (EGY) · Mohamed Nofel · Omar Emira                         | 6:57,06  |          |

| Helyezés | Nemzet                                                     | Idő      | Mj       |
| 2. futam | 2. futam                                                   | 2. futam | 2. futam |
| -------- | ---------------------------------------------------------- | -------- | -------- |
| 1.       | Kuba (CUB) · Manuel Suarez Barrios · Yunior Perez Aguilera | 6:37,04  | Q        |
| 2.       | Japán (JPN) · Ura Kazusige · Takeda Daiszaku               | 6:39,81  | Q        |
| 3.       | Kína (CHN) · Csang Fangbing · Szun Csie                    | 6:40,12  |          |
| 4.       | Hongkong (HKG) · Leung Csun Sek · Lok Kwan Hoi             | 6:47,04  |          |
| 5.       | Argentína (ARG) · Mario Cejas · Migel Mayol                | 6:48,21  |          |
| 6.       | India (IND) · Szandíp Kumár · Manadzsít Szingh             | 6:54,20  |          |

### Elődöntők
Az elődöntők mezőnye az előfutamok és a reményfutamok alapján alakult ki. Az A/B elődöntőből az A- vagy a B-döntőbe lehetett jutni, a C/D előfutamból pedig a C-vagy D-döntőbe.

#### A/B elődöntő
Két futamot rendeztek, a 6-6 hajóból az első 3-3 (színessel jelölt/Q) jutott az A-döntőbe, a maradék a B-döntőbe.
| Helyezés | Nemzet                                                         | Idő      | Mj       |
| 1. futam | 1. futam                                                       | 1. futam | 1. futam |
| -------- | -------------------------------------------------------------- | -------- | -------- |
| 1.       | Dánia (DEN) · Mads Rasmussen · Rasmus Quist                    | 6:33,25  | Q        |
| 2.       | Ausztrália (AUS) · Roderick Chrisholm · Thomas Gibson          | 6:36,71  | Q        |
| 3.       | Németország (GER) · Linus Lichtschlag · Lars Hartig            | 6:37,44  | Q        |
| 4.       | Görögország (GRE) · Eleftherios Konsolas · Panagiotis Magdanis | 6:40,89  |          |
| 5.       | Olaszország (ITA) · Pietro Ruta · Elia Luini                   | 6:41,17  |          |
| 6.       | Japán (JPN) · Ura Kazusige · Takeda Daiszaku                   | 6:48,61  |          |

| Helyezés | Nemzet                                                     | Idő      | Mj       |
| 2. futam | 2. futam                                                   | 2. futam | 2. futam |
| -------- | ---------------------------------------------------------- | -------- | -------- |
| 1.       | Nagy-Britannia (GBR) · Zac Purchase · Mark Hunter          | 6:36,62  | Q        |
| 2.       | Franciaország (FRA) · Stany Delayre · Jérémie Azou         | 6:37,29  | Q        |
| 3.       | Portugália (POR) · Pedro Fraga · Nuno Mendes               | 6:37,99  | Q        |
| 4.       | Norvégia (NOR) · Kristoffer Brun · Are Strandli            | 6:39,59  |          |
| 5.       | Magyarország (HUN) · Hirling Zsolt · Varga Tamás           | 6:42,81  |          |
| 6.       | Kuba (CUB) · Manuel Suarez Barrios · Yunior Perez Aguilera | 6:52,26  |          |

#### C/D elődöntő
Két futamot rendeztek, a 4-4 hajóból az első 3-3 (színessel jelölt/Q) jutott az C-döntőbe, a maradék a D-döntőbe.
| Helyezés | Nemzet                                                | Idő      | Mj       |
| 1. futam | 1. futam                                              | 1. futam | 1. futam |
| -------- | ----------------------------------------------------- | -------- | -------- |
| 1.       | Ausztrália (AUS) · Roderick Chrisholm · Thomas Gibson | 7:06,24  | Q        |
| 2.       | Argentína (ARG) · Mario Cejas · Migel Mayol           | 7:11,46  | Q        |
| 3.       | Hongkong (HKG) · Leung Csun Sek · Lok Kwan Hoi        | 7:13,67  | Q        |
| 4.       | Egyiptom (EGY) · Mohamed Nofel · Omar Emira           | 7:19,29  |          |

| Helyezés | Nemzet                                                              | Idő      | Mj       |
| 2. futam | 2. futam                                                            | 2. futam | 2. futam |
| -------- | ------------------------------------------------------------------- | -------- | -------- |
| 1.       | Kanada (CAN) · Douglas Vandor · Morgan Jarvis                       | 7:02,85  | Q        |
| 2.       | Kína (CHN) · Csang Fangbing · Szun Csie                             | 7:09,39  | Q        |
| 3.       | Uruguay (URU) · Rodolfo Collazo Tourn · Emiliano Dumestre Guaraglia | 7:11,20  | Q        |
| 4.       | India (IND) · Szandíp Kumár · Manadzsít Szingh                      | 7:19,31  |          |

### Döntők
A döntők az előfutamok alapján alakultak ki. A B-döntő első helyezettje 7., a C-döntőé a 13., a D-döntőé pedig a 19. helyen zárt.

#### D-döntő
A D-döntőt két egységgel rendezték, a C/D elődöntők két 4. helyezettjével.
| Helyezés (Összesített) | Név                            | Nemzet         | Idő     |
| ---------------------- | ------------------------------ | -------------- | ------- |
| 1. (19.)               | Szandíp Kumár Manadzsít Szingh | India (IND)    | 7:08,39 |
| 2. (20.)               | Mohamed Nofel Omar Emira       | Egyiptom (EGY) | 7:12,79 |

#### C-döntő
A C-döntőt hat egységgel rendezték, a C/D elődöntők 1-3. helyezettjeivel.
| Helyezés (Összesített) | Név                                               | Nemzet           | Idő     |
| ---------------------- | ------------------------------------------------- | ---------------- | ------- |
| 1. (13.)               | Roderick Chrisholm Thomas Gibson                  | Ausztrália (AUS) | 6:44,40 |
| 2. (14.)               | Douglas Vandor Morgan Jarvis                      | Kanada (CAN)     | 6:46,62 |
| 3. (15.)               | Csang Fangbing Szun Csie                          | Kína (CHN)       | 6:49,39 |
| 4. (16.)               | Rodolfo Collazo Tourn Emiliano Dumestre Guaraglia | Uruguay (URU)    | 6:51,94 |
| 5. (17.)               | Mario Cejas Migel Mayol                           | Argentína (ARG)  | 6:53,71 |
| 6. (18.)               | Leung Csun Sek Lok Kwan Hoi                       | Hongkong (HKG)   | 7:00,01 |

#### B-döntő
A B-döntőt hat egységgel rendezték, az A/B elődöntők 4-6. helyezettjeivel.
| Helyezés (Összesített) | Név                                         | Nemzet             | Idő     |
| ---------------------- | ------------------------------------------- | ------------------ | ------- |
| 1. (7.)                | Pietro Ruta Elia Luini                      | Olaszország (ITA)  | 6:29,92 |
| 2. (8.)                | Eleftherios Konsolas Panagiotis Magdanis    | Görögország (GRE)  | 6:31,71 |
| 3. (9.)                | Kristoffer Brun Are Strandli                | Norvégia (NOR)     | 6:32,82 |
| 4. (10.)               | Manuel Suarez Barrios Yunior Perez Aguilera | Kuba (CUB)         | 6:34,96 |
| 5. (11.)               | Hirling Zsolt Varga Tamás                   | Magyarország (HUN) | 6:39,98 |
| 6. (12.)               | Ura Kazusige Takeda Daiszaku                | Japán (JPN)        | 6:48,27 |

#### A-döntő
Az A-döntőt hat egységgel rendezték, az A/B elődöntők 1-3. helyezettjeivel.
| Helyezés | Név                           | Nemzet               | Idő     |
| -------- | ----------------------------- | -------------------- | ------- |
| Arany    | Mads Rasmussen Rasmus Quist   | Dánia (DEN)          | 6:37,17 |
| Ezüst    | Zac Purchase Mark Hunter      | Nagy-Britannia (GBR) | 6:37,78 |
| Bronz    | Storm Uru Peter Taylor        | Új-Zéland (NZL)      | 6:40,86 |
| 4.       | Stany Delayre Jérémie Azou    | Franciaország (FRA)  | 6:42,69 |
| 5.       | Pedro Fraga Nuno Mendes       | Portugália (POR)     | 6:44,80 |
| 6.       | Linus Lichtschlag Lars Hartig | Németország (GER)    | 6:49,07 |